# بين هنت (لاعب كرة قاعدة)
بين هنت (بالإنجليزية: Ben Hunt) هو لاعب كرة قاعدة أمريكي، ولد في 10 نوفمبر 1888 في يوفاولا في الولايات المتحدة، وتوفي في 27 سبتمبر 1927 في غريبول في الولايات المتحدة.

## وصلات خارجية
- بين هنت على موقعبيزبول رفرنس.كوم (الدوري الرئيسي) (الإنجليزية)
- بين هنت على موقعبيزبول رفرنس.كوم (الدوري الثانوي) (الإنجليزية)